# 高砂鐵工廠
25°03′52.5″N 121°30′40.5″E / 25.064583°N 121.511250°E
株式會社高砂鐵工所，成立時名稱為「高砂鑄造株式會社」於日治時期1917年（大正六年），是為鹿港辜家產業，由辜顯榮擔任社長；昭和十二年，辜顏碧霞管理該社業務，至昭和十六年時改名「株式會社高砂鐵工所」。戰後時值白色恐怖時期，因庇護鹿窟事件中親共作家呂赫若，使工廠遭到官方沒收占用並改造為囚禁政治犯場所「國防部保密局北所」，辜顏碧霞則被處以「資助匪諜」等罪判刑七年並囚禁北所內。

### 引用
1. ↑  .   [2020-05-07]. （原始内容存档于2019-09-14）.
2. ↑  .   [2020-05-07]. （原始内容存档于2021-06-04）.

## 外部連結
- 不義遺址 保密局北所（高砂鐵工廠）國家人權博物館 （页面存档备份，存于）